# Kevin Schwantz

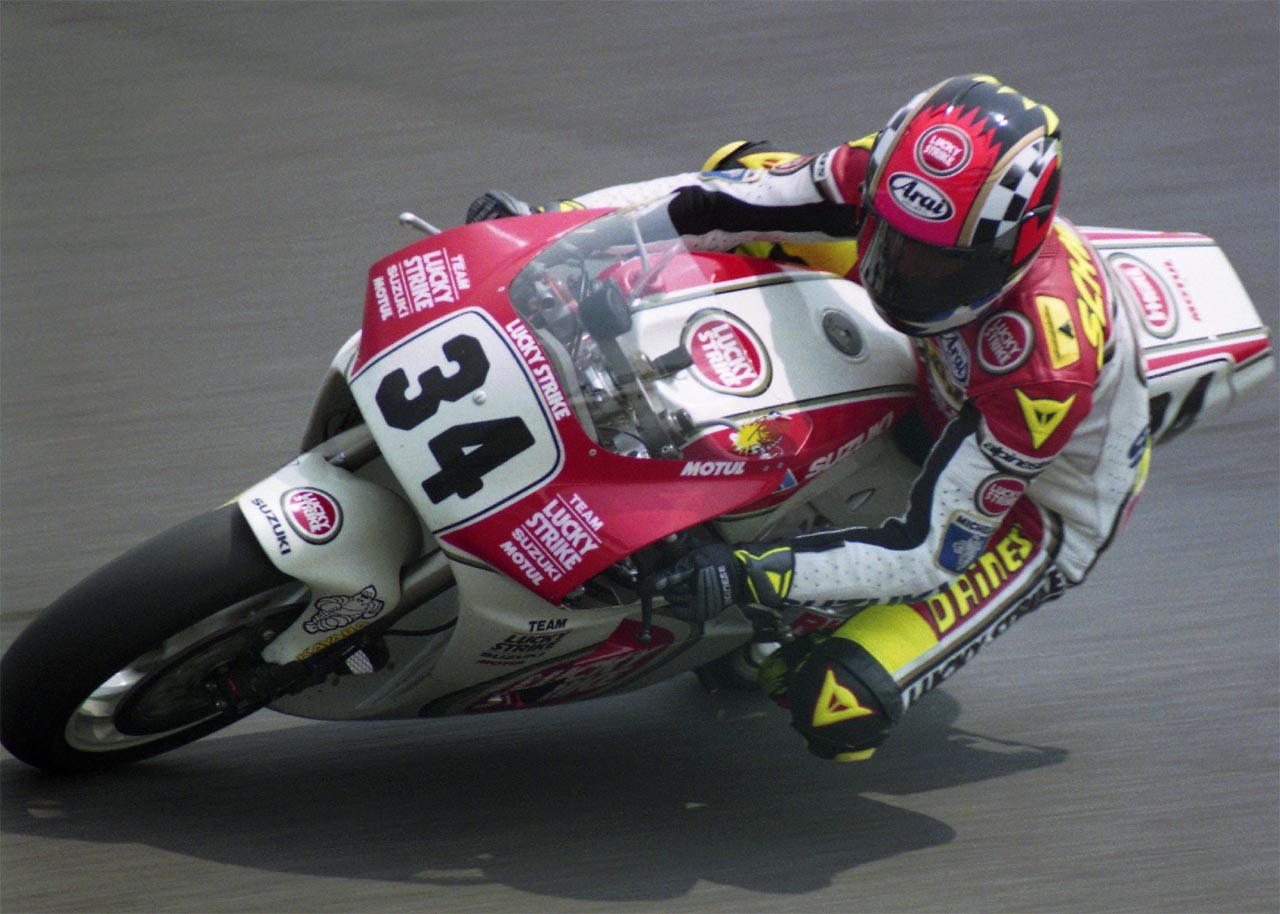
Nummer 34, Schwantz, Japans GP 1993.

Kevin Schwantz, född 19 juni 1964 i Houston, Texas, USA, är en av de stora motorcykelförarna genom tiderna.
I sina uppväxtår hade Schwantz en klar talang för biljard, som han dock lade på hyllan när han började med mc-trial. Senare gick han över till motocross där han snabbt blev en av de regionala toppförarna. Dessutom hade han ett par lyckade inhopp i dirt-track racing. Efter att ha blivit sargad av en krasch i en supercrosstävling 1983 beslöt han sig för att sluta köra. Ett par månader senare frågade en av hans vänner honom om han ville vara med och köra ett endurancerace med honom, och han tog chansen utan att ens veta vad det var han gav sig in på. 1984 fick han köra ett provrace för ett AMA superbiketeam, och de blev så imponerade av hans prestation att de skrev kontrakt med honom omedelbart efter tävlingen, och tillsammans med det teamet nådde han stora framgångar i AMA-mästerskapet. Till året 1988 hade han skrivit på ett kontrakt med Suzuki och började köra i 500cc-klassen där han snabbt blev känd för sin spektakulära åkstil som han hade med sig från sina dagar som dirt track- och motocrossförare. Med många vinster i ryggen under sina tidigare år tog han äntligen hem mästartiteln 1993, och han vann sitt sista gp-race i England 1994. Under säsongen 1994 samt början av 1995 hade han råkat ut för en del olyckor och efter ett samtal med sin vän Wayne Rainey, som hade blivit förlamad efter en krasch samma år som Schwantz tog sin titel, så insåg han att racingen hade tappat charmen hos honom och lade av. Efter det körde han lite NASCAR och standardbilsracing samt hoppade in vid specialevenemang och visade upp sig. FIM visade sin respekt för Kevin Schwantz med att låta nummer 34 inte längre vara tillgängligt för andra förare i klassen. 

## Statistik 500GP
Segrar
| Nr | Grand Prix      | År   |
| -- | --------------- | ---- |
| 1  | Japan           | 1988 |
| 2  | Västtyskland    | 1988 |
| 3  | Japan           | 1989 |
| 4  | Österrike       | 1989 |
| 5  | Jugoslavien     | 1989 |
| 6  | Storbritannien  | 1989 |
| 7  | Tjeckoslovakien | 1989 |
| 8  | Brasilien       | 1989 |
| 9  | Tyskland        | 1990 |
| 10 | Österrike       | 1990 |
| 11 | Holland         | 1990 |
| 12 | Frankrike       | 1990 |
| 13 | Storbritannien  | 1990 |
| 14 | Japan           | 1991 |
| 15 | Tyskland        | 1991 |
| 16 | Holland         | 1991 |
| 17 | Storbritannien  | 1991 |
| 18 | Le Mans         | 1991 |
| 19 | Italien         | 1992 |
| 20 | Australien      | 1993 |
| 21 | Spanien         | 1993 |
| 22 | Österrike       | 1993 |
| 23 | Holland         | 1993 |
| 24 | Japan           | 1994 |
| 25 | Storbritannien  | 1994 |